# Ixteamel
Ixteamel är en ort i Mexiko.   Den ligger i kommunen Tamazunchale och delstaten San Luis Potosí, i den sydöstra delen av landet, 210 km norr om huvudstaden Mexico City. Ixteamel ligger 244 meter över havet och antalet invånare är 925.
Terrängen runt Ixteamel är varierad, och sluttar österut. Runt Ixteamel är det ganska tätbefolkat, med 67 invånare per kvadratkilometer. Närmaste större samhälle är Tamazunchale, 2,6 km söder om Ixteamel. I omgivningarna runt Ixteamel växer huvudsakligen savannskog.